# Satyendra Prasanna Sinha
Satyendra Prasanna Sinha, 1er baron Sinha, né le 24 mars 1863 à Raipur et mort le 4 mars 1928 à Baharampur, est un avocat et homme politique britannique. Il est le premier Indien ministre d'un gouvernement britannique.

## Biographie
Né dans un village du district de Birbhum du Bengale-Occidental en Inde britannique, il est le plus jeune fils d'un zamindar (noble) et fonctionnaire indien local, de la caste kayastha (en). Bon élève, il entame des études au Presidency College de l'université de Calcutta en 1878, se marie, et en 1880 part étudier le droit romain, la jurisprudence, le droit constitutionnel et le droit international en Angleterre, à Lincoln's Inn à Londres, y ayant obtenu une bourse d'études au mérite. Appelé au barreau en 1886, il retourne à Calcutta cette même année et y pratique le métier de barrister (avocat plaidant) tout en enseignant le droit au City College (en) de l'université de la ville,.
En 1905 il est nommé avocat général du Bengale, chargé de conseiller en matière juridique le gouvernement colonial de la présidence du Bengale. En 1909 il est le premier Indien à être nommé membre du conseil exécutif du vice-roi des Indes. Membre du parti Congrès national indien, il préside ce parti durant l'année 1915. Cette même année, il est fait chevalier par le roi George V. En 1917 il retourne au Royaume-Uni pour y devenir assistant auprès d'Edwin Montagu, nouvellement nommé secrétaire d'État à l'Inde dans le gouvernement de David Lloyd George. En 1918 il est le premier Indien à être fait King's Counsel (conseiller du roi), reconnaissance accordée aux barristers expérimentés,,.
En 1919 il est le premier Indien à être anobli dans la pairie du Royaume-Uni, devenant le 1er baron Sinhha de Raipur. S'il est ainsi le premier Indien à siéger à la Chambre des lords, des Indiens ont déjà été élus à la Chambre des communes par les citoyens de circonscriptions anglaises : David Ochterlony Dyce Sombre en 1841, Dadabhai Naoroji en 1892, Mancherjee Bhownaggree en 1895, Ernest Soares en 1900 et Shapurji Saklatvala en 1922. Satyendra Sinha est anobli afin de pouvoir être nommé membre du gouvernement, car seuls les parlementaires peuvent devenir ministres. Il devient ainsi en 1919 sous-secrétaire d'État à l'Inde, toujours sous Edwin Montagu et dans le gouvernement de David Lloyd George. La charge lui revient de piloter l'adoption par la Chambre des lords de la loi Government of India Act (en) de 1919, qui pose les premiers fondements d'un gouvernement responsable en Inde. Le parti Congrès national indien juge toutefois cette loi insuffisante, ce qui amène Satyendra Sinha et d'autres membres modérés à quitter le parti. Satyendra Sinha estime que l'accès à l'autonomie pour l'Inde doit se faire par un processus d'évolution constitutionnelle pacifique,,,,,.
De décembre 1920 à novembre 1921 il est le gouverneur inaugural de la province de Bihar et Orissa (en) en Inde. Il quitte cette fonction en raison de problèmes de santé, et est fait en 1921 chevalier commandeur de l'ordre de l'Étoile d'Inde. En 1926 il est fait membre du Comité judiciaire du Conseil privé à Londres, mais sa santé défaillante le contraint là aussi à renoncer rapidement. Il retourne en Inde, où il meurt en 1928. Il a sept enfants ; son troisième enfant et fils aîné, Arun Kumar Sinha, devient le 2e baron Sinha et hérite de son siège à la Chambre des lords,,,.